# Meerwasserentsalzung

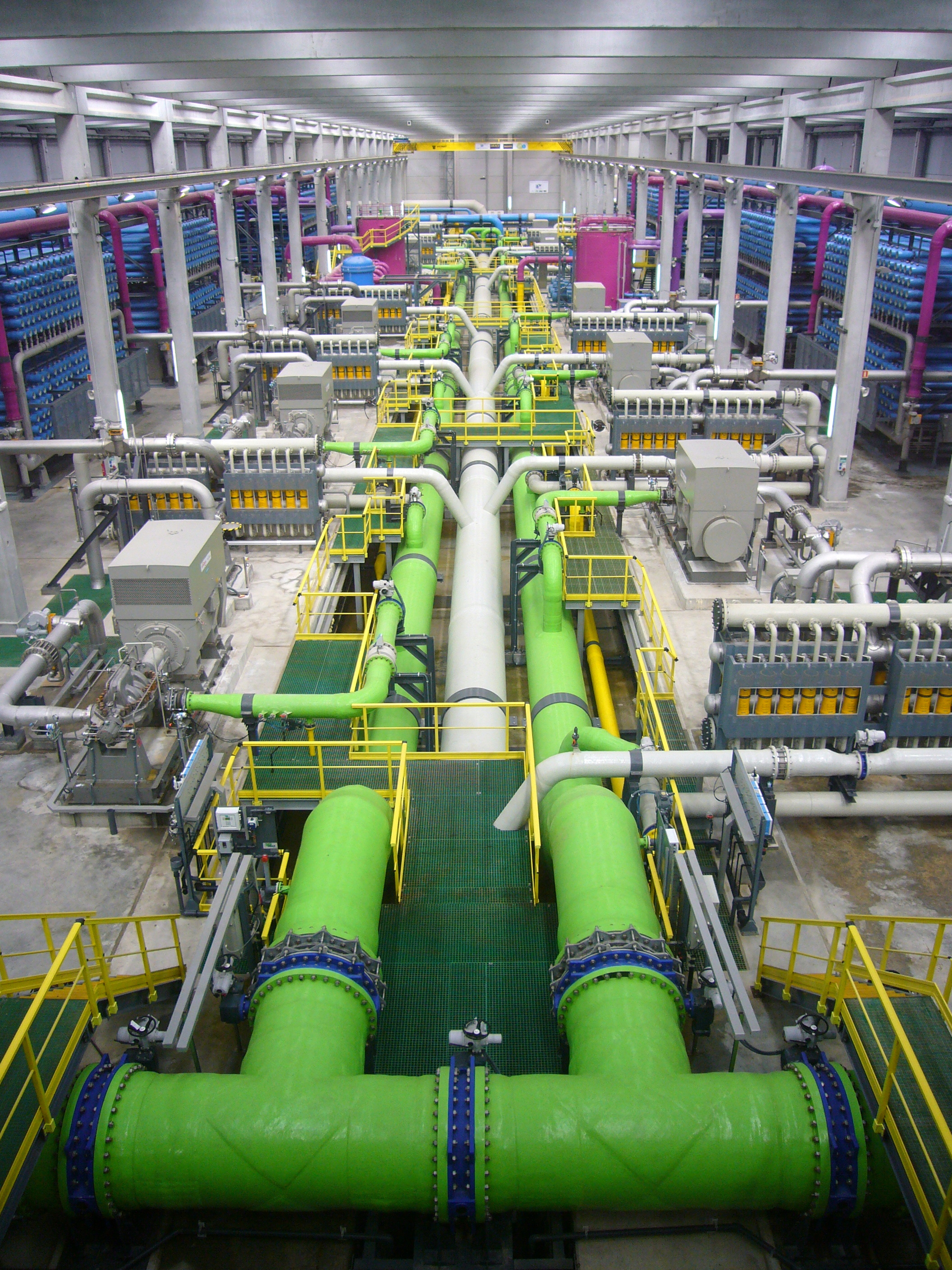
Entsalzungsanlage in Barcelona (2010)

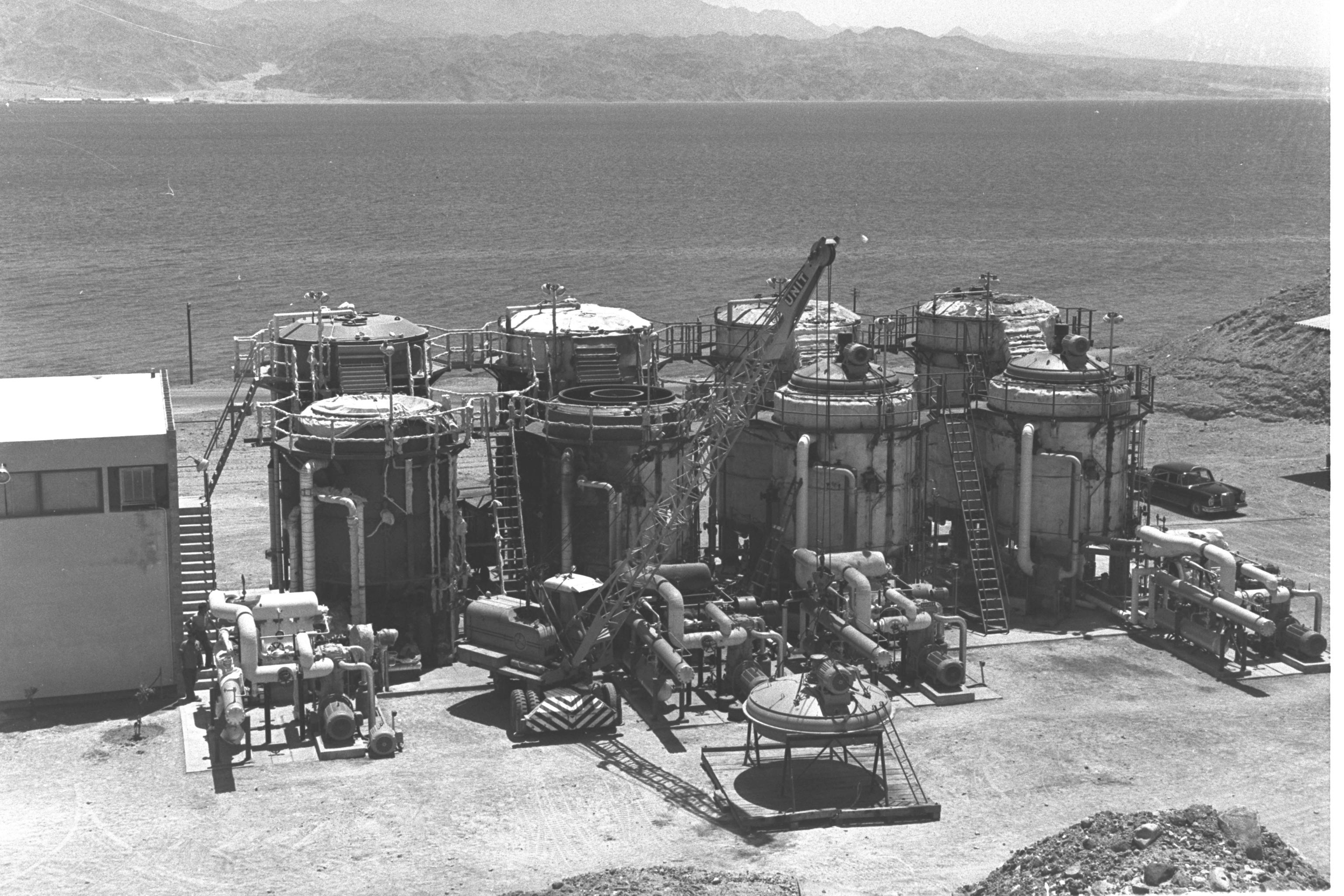
Entsalzungsanlage in Eilat (1964)

Meerwasserentsalzung ist die Gewinnung von Trinkwasser oder Brauchwasser aus Meerwasser (Salzwasser) durch die Verringerung des Salzgehaltes. Die Entsalzung kann auf verschiedenen Prozessen beruhen, die gelöste Ionen aus dem Wasser entfernen. Dabei fällt immer Sole an.

## Einsatzbereiche
Im Nahen Osten ist die energieintensive Gewinnung von Trink- und Betriebswasser mit fossilen Energieträgern wie Schweröl oder Erdgas weit verbreitet. In den ölreichen Golfstaaten stellt die Meerwasserentsalzung die Hauptquelle der Trinkwassergewinnung dar. Das weltweit größte Unternehmen auf diesem Gebiet ist die saudi-arabische Saline Water Conversion Corporation (SWCC) mit einer täglichen Produktion von 5,9 Millionen m³ Trinkwasser. Die Meerwasserentsalzung dient aber auch zur Gewinnung von Betriebs- bzw. Kühlwasser für an der Küste befindliche größere kalorische Kraftwerke. Ein Beispiel ist das Kraftwerk Shoaiba, welches mit Stand 2014 das größte Kraftwerk in Saudi-Arabien ist. Das für die Kühlanlagen benötigte Wasser wird durch gas- oder ölbefeuerte Entsalzungsanlagen in unmittelbarer Nachbarschaft zu dem Kraftwerk gewonnen, auch kombinierte Gas-und-Dampf-Kombikraftwerke mit angeschlossener MSF-Entsalzungsanlage kommen zum Einsatz. Die Abkürzung MSF steht für englisch Multi Stage Flash Evaporation in der Bedeutung von mehrstufiger Entspannungsverdampfung. Die mit Stand 2014 weltweit größte Meerwasserentsalzungsanlage ist die Kraftwerks- und Meerwasserentsalzungsanlage Dschabal Ali in den Vereinigten Arabischen Emiraten.
In Einzelfällen kann auch die Abwärme von Kernkraftwerken zur Meerwasserentsalzung verwendet werden. Ein Beispiel ist das stillgelegte Kernkraftwerk Aqtau, welches 150 MW elektrische Energie und 200 MW Prozesswärme zum Entsalzen von Meerwasser aus dem Kaspischen Meer erzeugte. Auf Flugzeugträgern wird die Abwärme des Atomreaktors zur Meerwasserentsalzung eingesetzt.
Auf den kanarischen Inseln und der deutschen Insel Helgoland wird Trinkwasser durch das Umkehrosmoseverfahren gewonnen. Kleinere Einsatzgebiete stellen auch die Entsalzung von Meerwasser auf Schiffen und U-Booten dar.
In allen Fällen ist das entsalzte Wasser für eine unmittelbare Verwendung als Trinkwasser nicht geeignet. Zudem sind derartige salzarme Wässer für Eisenwerkstoffe korrosiv, da keine Kalk-Rost-Schutzschicht gebildet werden kann. Durch nachträglichen Zusatz von Calciumhydrogencarbonat wird deshalb der Gehalt an Carbonathärte im Wasser wieder erhöht. Das Calciumhydrogencarbonat wird durch eine Reaktion von Calciumhydroxid (Kalkmilch) mit Kohlendioxid (CO2) hergestellt. Das hierfür notwendige CO2 wird häufig durch Verbrennung von Erdgas gewonnen.
Für die Herstellung grünen Wasserstoffs bieten sich aufgrund der dort größeren Wirksamkeit von Photovoltaik- und Solarthermieanlagen Wüstenregionen wie Nordafrika oder der Nahe Osten an, das hierzu auch benötigten Süßwasser kann in diesen Regionen aber nur durch Meerwasserentsalzung in ausreichender Menge bereitgestellt werden.

## Etablierte Techniken
Im folgenden Abschnitt sind die üblichen Verfahren in der Reihenfolge ihrer wirtschaftlichen Bedeutung aufgelistet. Das Verfahren der mehrstufigen Entspannungsverdampfung (MSF) besitzt die größte Verbreitung und wird im großindustriellen Maßstab eingesetzt. Neben diesen Verfahren kommen in kleinerem Maße teilweise auch Verfahren der solaren Meerwasserentsalzung zum Einsatz.

### Mehrstufige Entspannungsverdampfung

Fließbild einer dreistufigen Entspannungsverdampfungsanlage zur Meerwasserentsalzung

Hierbei handelt es sich um ein thermisches Verfahren mit der Abkürzung „MSF“ (englisch Multi-stage flash (distillation, evaporation oder desalination)). Es ist das am häufigsten eingesetzte Verfahren zur Meerwasserentsalzung. Vorläufer war die Multi-Effekt-Destillation.
Bei diesem Verfahren wird das zugeführte Meerwasser mit der Abwärme eines kalorischen Kraftwerks, in seltenen Fällen auch eines Kernkraftwerks auf eine Temperatur von 115 °C erwärmt. Das im sogenannten Brine-Heater („Salzlaken-Heizer“) aufgeheizte Salzwasser verdampft in nachgeschalteten Entspannungsstufen unter Vakuum, der Wasserdampf schlägt sich als Kondensat innerhalb dieser Stufen an mit Kühlflüssigkeit gefüllten Rohrleitungen nieder und wird als salzfreies Wasser abgezogen. Das durch den Verdampfungsprozess immer stärker mit Salz angereicherte Wasser wird auch Brine (Salzlake) genannt und in einem nachgeschalteten Wärmeübertrager auf die Kondensationstemperatur (≈40 °C) des Dampfes des zugeführten Frischwassers abgekühlt. Es dient dann anschließend in den Rohrleitungen als Kühlflüssigkeit. Die Rohrleitungen selbst werden kontinuierlich mit Schwammgummikugeln von auskristallisierendem Salz gereinigt. Zuletzt wird dem Brine frisches Salzwasser zugeführt und das Gemisch erneut durch die Abwärme der Gasturbine aufgeheizt. Der gesamte Vorgang stellt also einen geschlossenen Kreislauf dar. Der Überschuss des sich im Kreislauf konzentrierenden Salzes wird wieder ins Meer zurückgeführt.
Großanlagen, wie die Kraftwerks- und Meerwasserentsalzungsanlage Dschabal Ali, die weltweit größte Meerwasserentsalzungsanlage, entsalzen täglich 2,135 Millionen Kubikmeter Meerwasser. Üblicherweise werden mit dem Verfahren täglich bis zu 500.000 Kubikmeter Trinkwasser aus dem Meerwasser gewonnen. Ähnliche Mengen werden auch von den in der Region vorhandenen Ölkraftwerken erzeugt.
Der Energieverbrauch dieses Verfahrens beträgt 23–27 kWh/m3 (ca. 90 MJ/m3).

### Umkehrosmose

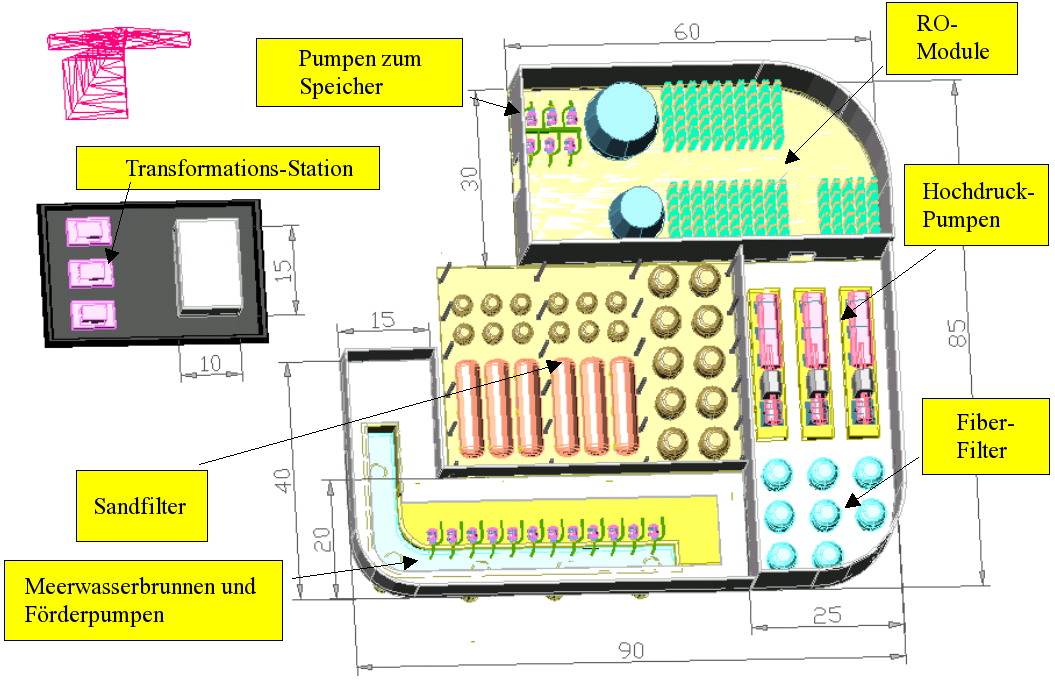
Industrielle Anlage zur Umkehrosmose

Bei der Umkehrosmose wird die Lösung (Meerwasser) zur Überwindung des osmotischen Druckes unter hohem Druck durch eine semipermeable Membran aus Polyamid, PTFE oder sulfonierten Copolymeren mit einem Porendurchmesser von 0,5 bis 5 nm gepresst. Diese wirkt wie ein Filter und lässt nur bestimmte Ionen und Moleküle durch. Somit erhält man eine Auftrennung der ursprünglichen Lösung. Durch den Membranfilter lassen sich Salze, Bakterien, Viren, ein Überangebot an Kalk und Gifte wie Schwermetalle zurückhalten.
Der osmotische Druck steigt mit zunehmender Salzkonzentration, der Prozess würde somit irgendwann zum Stehen kommen. Um dem entgegenzuwirken, wird das Konzentrat abgeführt. Da das Auskristallisieren der gelösten mineralischen Anteile (Präzipitation) in den Membranen verhindert werden muss, ist die Benutzung der Umkehrosmose nur bis zu einer gewissen Maximalkonzentration des Rückflusses sinnvoll. Je nach Salzkonzentration muss aufgrund des hohen Drucks auch in optimalen Anlagen mit einem Energieaufwand zwischen 2 und 4 kWh pro Kubikmeter Trinkwasser gerechnet werden. Das physikalische Minimum sind 1,9 kWh pro Kubikmeter.
Die Membranen einer Umkehrosmoseanlage sind nicht wartungsfrei. Belagsbildung, hervorgerufen durch mineralische Ablagerungen (Scaling), biologische Stoffe (Biofouling) oder kolloidale Partikel, vermindert die Permeation der Wassermoleküle durch die Membranen. Um dem entgegenzuwirken, ist eine Spülung der Membranen mit chemischen Reinigern nötig. Gängig sind Verkrustungshemmer wie Polyphosphorsäure und Polymaleinsäure (einem Polymer der Maleinsäure) sowie Biozide und Chlor gegen Bakterienbeläge. Diese Reinigungsmittel bzw. Spülwasser sind nicht umweltverträglich und müssen separiert oder vor Rückführung ins Konzentrat (Meer) behandelt werden.
Die Trinkwasseraufbereitungsanlagen können je nach Art der Wasserverunreinigung mit weiteren Vorfiltern wie beispielsweise Mikrofiltration oder Polstofffiltration ausgestattet werden. Grobstoffe können so bis zu einer Partikelgröße von <5 Mikrometern abgetrennt werden. Ein zusätzlicher Aktivkohlefilter scheidet organische Stoffe wie Pflanzenschutzmittel ab. Auch kann eine UV-Bestrahlung nachgeschaltet werden, was eine zusätzliche Sicherheitsstufe gegen Keime darstellt.
Eine nach diesem Wirkungsprinzip arbeitende Anlage ist die Meerwasserentsalzungsanlage Mossel Bay in Südafrika sowie die Sorek-Entsalzungsanlage in Israel.

### Membrandestillation
Bei dem Verfahren der Membrandestillation wird eine mikroporöse Membran eingesetzt, die nur Wasserdampf durchlässt, flüssiges Wasser jedoch zurückhält. Auf der einen Seite der Membran befindet sich warmes Salzwasser und auf der anderen Seite eine kältere Fläche. Durch den Gegenstrombetrieb der Anlage wird erreicht, dass auf ganzer Länge der Membran eine Temperaturdifferenz besteht. Die dadurch entstehende Differenz des Wasserdampfpartialdruckes bewirkt, dass Wassermoleküle von der warmen auf die kalte Seite der Membran gelangen.

## Versuchstechniken
Im folgenden Abschnitt sind verschiedene Versuchsverfahren zur Entsalzung angeführt, welche teilweise auch in kleineren Anlagen im Einsatz sind.

### Evaporationsschläuche aus Kunststoff
Das französische Forschungszentrum CEA/GRETh hat im Rahmen eines europäischen CRAFT-Projektes eine Meerwasserentsalzungsanlage entwickelt, in der die Metallbauteile weitgehend durch Polymere ersetzt wurden. Dies hat den Vorteil, dass Kunststoffe wesentlich weniger korrodieren und damit beständiger als Metalle sind. Durch den Einsatz von Kunststoff kann der Prozess unter Normalbedingungen bei 100 °C und 1 bar ablaufen. Der Apparat erreicht eine Trinkwasserproduktionsleistung von 100 l/h. Da das Wasser auf 100 °C erhitzt wird, ist es weitgehend steril und enthält nur noch geringe Mengen an Salz.

### Gefrierverfahren
Durch die Gefrierentsalzung entsteht reines gefrorenes Wasser mit Soletaschen, da Verunreinigungen in der Mitte konzentriert werden. Durch Abkühlen von Meerwasser bilden sich Eiskristalle, die frei von Salzen sind. Die technischen Schwierigkeiten bestehen jedoch im Wesentlichen in der Abtrennung der Eiskristalle von der Mutterlauge. Die Eiskristalle müssen von der Mutterlauge gewaschen werden. Dabei besteht wiederum ein erheblicher Bedarf an Süßwasser, der dieses Verfahren in der Praxis hat scheitern lassen.

### Elektrodialyse
Die Elektrodialyse ist nur bei sehr niedrigen Salzgehalten wirtschaftlich. Die Energiekosten stehen in einem linearen Verhältnis zum Salzgehalt. Das Verfahren lohnt sich daher oft nur für Brackwasser. Der Siemens-Konzern betreibt eine Pilotanlage in Singapur.

### Bio-Brennstoffzelle
An Bio-Brennstoffzellen zur Entsalzung schwach salzhaltiger Gewässer wird unter anderem an der University of Queensland, der Tsinghua-Universität und dem Oak Ridge National Laboratory, USA geforscht. Ein praktischer Einsatz wird auch für Brackwasser erwogen.

### Solargetriebene Destillation mit thermohaliner Zirkulation
Eine Arbeitsgruppe am MIT hat einen Prototyp vorgestellt, bei dem mit Hilfe von Sonnenenergie Wasser verdunstet und an anderer Stelle wieder kondensiert wird. Das Problem von sich ansammelndem Salz wird hier dadurch gelöst, dass durch Konzentrations- und Temperaturgradienten eine passive Konvektion erzeugt wird. So konnten sie eine hohe Entsalzungsleistung zu geringen Kosten bei langer Lebensdauer der Anlage erreichen.

## Geschichte
Die Meerwasserentsalzung hat eine lange Geschichte. Bereits  das alte Ägypten und Griechenland waren die ersten Zivilisationen, die Entsalzungstechniken durch den natürlichen Wasserkreislauf bzw. die Verdunstung durch die Sonne nutzten.
Deutliche Fortschritte der alten Techniken wurden aber erst zu Zeiten der Aufklärung erzielt. Eine der ersten Anwendungen von Unterformen der Meerwasserentsalzung wurde von Seeleuten gegen 1680 in kalten Regionen nahe der Pole durchgeführt. Der Prozess der Gefrierentsalzung erreichte bereits ohne technischen Fortschritt der heutigen Zeit einen hohen Trennungsfaktor.
Im Jahre 1881 wurde in Sliema auf Malta dann die erste kommerzielle thermische Entsalzungsanlage errichtet, die die Methode der Mehrstufen-Destillation nutzte.
Auf der Insel Curaçao wurde 1928 die erste Destillationsanlage an Land in Betrieb genommen. Dadurch konnte die Insel ihre Wasserversorgung unabhängig gestalten und Wassermangel reduzieren.
Aufgrund der Wasserknappheit in den Trockengebieten im Westen der USA wurde im Jahr 1952 der „Saline Water Act“ vom Kongress verabschiedet. Das Ziel des Gesetzes war es, Mittel, Personal, Patentdaten, Land und Marketing für wirtschaftlich tragfähige Entsalzungsmethoden in großem Maßstab bereitzustellen.
Im Jahre 1957 war aber zunächst Kuwait eines der ersten Länder, das eine mehrstufige Entspannungsverdampfungsanlage installierte. Der hohe Energiebedarf von bis zu 290 kJ/kg Wasser wurde durch das reichlich vorhandene Erdöl in Kuwait gedeckt.
Als Ergebnis des „Saline Water Act“ und zur Deckung des steigenden Wasserbedarfs wurde 1956 in Kalifornien ein Programm zur Entsalzung von etwa 800.000 m³ pro Tag aufgelegt. Dies sollte mithilfe einer Umkehrosmose-Anlage erfolgen.
Israel baut seit Beginn des 21. Jahrhunderts eine wachsende Zahl von Meerwasserentsalzungsanlagen der Umkehrosmosetechnik (Aschqelon 2005, Palmachim 2007, Chadera 2009, Soreq A 2013, Aschdod 2015, Soreq B 2025 und ein weiteres in Planung in Nordisrael), die 2024 bereits etwa die Hälfte der Wasserversorgung im Lande bestreiten.